# 趙海一
趙 海一（Cho Hae Il、チョ・ヘイル、1941年4月18日 - 2020年6月19日）は、韓国の小説家。満洲出身。

## 略歴
1941年4月18日、満洲国ハルビン市に生まれる。1945年帰国後、ソウルで育った。1965年に慶熙大学校国語国文学科卒業、1973年に同大学院修了。1970年『中央日報』新春文芸に短編『매일 죽는 사람(毎日死ぬ人)』が当選して登壇した。その後、事件の小さな局面を奇抜的に捕捉して現実の不条理、不合理を風刺的かつ批判的に描いた作品を続けて発表した。
特に、『아메리카(アメリカ)』は、米軍部隊基地村を背景にしたもので、基地村の問題が私たちの問題であることを自覚する過程を描いている。暴力などの社会問題を可視的に提示し、分断の状況を抽象的ではなく実存的に理解している点で、趙の他の小説とは区別される。1970年代半ば以降、連作形式で発表された「林コックジョン」作品は、野談の形を借りて当時の社会像を反映している。また、新聞に連載されて人気を得た『겨울여자(冬女)』と『우요일(雨曜日)』は、人間心理に対する繊細な描写と優麗な文体が特徴的作品である。

## 代表作品
- 1972年、뿔(角) [1][4]
- 1972年、아메리카(アメリカ)
- 1973年、무쇠탈(銑鉄マスク)
- 1975年、왕십리(往十里)
- 1976年、겨울여자(冬女)、매일 죽는 사람(毎日死ぬ人)
- 1977年、지붕 위의 남자(屋根の上の男)、우요일(雨曜日)
- 1978年、갈 수 없는 나라(行けない国)
- 1980年、낮꿈(昼夢)
- 1982年、엑스(エックス)
- 1986年、임꺽정에 관한 일곱 개의 이야기(林コックジョンに関する七つの話)